# Catherine Keener
Catherine Ann Keener (Miami, 23 maart 1959) is een Amerikaans televisie- en (met name) filmactrice. Ze werd voor haar rol in Being John Malkovich genomineerd voor een Academy Award en nogmaals voor haar optreden in Capote. Meer dan tien andere filmprijzen werden haar daadwerkelijk toegekend, waaronder een Golden Satellite Award voor Being John Malkovich.

## Carrière
Keener is een veelgeziene gast bij prijsuitreikingen, waar ze meer dan twintig keer als genomineerde aanwezig was. Zo werd ze behalve voor meerdere Oscars ook genomineerd voor onder meer een Golden Globe, een Saturn Award, (beide voor Being John Malkovich), andermaal een Golden Globe, een Emmy Award (beide voor An American Crime) en een BAFTA Award (voor Capote). Keener wordt daarbij niet getypecast, want ze speelt zowel sympathieke als gemene personages.
Naast haar filmwerk was Ohara de enige televisieserie waarin Keener speelde, afgezien van minimale gastrolletjes her en der, zoals in L.A. Law en Seinfeld. In Ohara verscheen ze van 1987 tot en met 1988 dertig afleveringen als Luitenant Cricket Sideris.

## Filmografie
- Joker: Folie à Deux (2024)
- No Future (2020)
- Incredibles 2 (2018) (stemrol)
- Get Out (2017)
- Captain Phillips (2013)
- Begin Again (2013)
- The Croods (2013) (stemrol)
- A Late Quartet (2012)
- The Oranges (2011)
- Trust (2010)
- Percy Jackson & the Olympians: The Lightning Thief (2010)
- The Soloist (2009)
- Genova (2008)
- Synecdoche, New York (2008)
- Hamlet 2 (2008)
- What Just Happened (2008)
- Solstice (2007)
- Into the Wild (2007)
- An American Crime (2007)
- Friends with Money (2006)
- Capote (2005)
- The 40 Year Old Virgin (2005)
- The Interpreter (2005)
- The Ballad of Jack and Rose (2005)
- S1m0ne (2002)
- Full Frontal (2002)
- Death to Smoochy (2002)
- Lovely & Amazing (2001)
- Simpatico (1999)
- Being John Malkovich (1999)
- 8MM (1999)
- Your Friends & Neighbors (1998)
- Out of Sight (1998)
- The Real Blonde (1997)
- Box of Moon Light (1996)
- Boys (1996)
- Walking and Talking (1996)
- The Destiny of Marty Fine (1996)
- Living in Oblivion (1995)
- The Cemetery Club (1993)
- The Gun in Betty Lou's Handbag (1992)
- Johnny Suede (1991)
- Switch (1991)
- Catchfire (1990)
- Arduous Moon (1990)
- Survival Quest (1989)
- About Last Night... (1986)
- The Education of Allison Tate (1986)

## Privé
Keener was van 1990 tot en met 2007 getrouwd met acteur Dermot Mulroney. Samen kregen ze één kind, zoon Clyde in 1999. Haar jongere zus Elizabeth Keener is sinds 1994 eveneens (voornamelijk als bijrolspeelster) actief als actrice, in onder meer de televisieserie The L Word (als Dawn Denbo) en in films als My Insignificant Other en Forgetting Sarah Marshall.
- Bibsys: 3088430
- Biblioteca Nacional de España: XX4660510
- Bibliothèque nationale de France: cb140236386 (data)
- Catàleg d'autoritats de noms i títols de Catalunya: 981058522010606706
- CiNii: DA18764628
- Gemeinsame Normdatei: 142208744
- International Standard Name Identifier: 0000 0001 1049 6087
- Library of Congress Control Number: no98083212
- MusicBrainz: 1a87cbf6-28f9-40d1-9d2c-254552690c66
- Nationale Bibliotheek van Tsjechië: xx0037375
- Nationale bibliotheek van Australië: 42378145
- Nationale Bibliotheek van Israël: 987007444587405171
- Nationale Bibliotheek van Polen: a0000001282691
- Nederlandse Thesaurus van Auteursnamen: 182383067
- Système universitaire de documentation: 05220233X
- Trove: 1457786
- Virtual International Authority File: 29731307
- WorldCat: E39PBJgt3jbp9hfHDdpgvWXPQq